# Hey Papi
Hey Papi è un singolo del rapper statunitense Jay-Z, estratto dalla colonna sonora del film La famiglia del professore matto. È stato prodotto da Timbaland e vi hanno partecipato Memphis Bleek e Amil.

## Informazioni
Il testo della canzone è stato scritto dagli stessi Jay-Z, Memphis Bleek e Timbaland.
Hey Papi ha raggiunto la posizione n.76 nella Billboard Hot 100, la n.16 nella Hot R&B/Hip-Hop Songs e la n.12 nella Hot Rap Tracks.

## Videoclip
Il videoclip è stato diretto da Hype Williams ed include i cameo di Timbaland e Damon Dash. Verso l'inizio, Timbaland fa una breve apparizione su di una spiaggia circondato da ragazze in bikini. Jay-Z rappa poi la prima strofa mentre si trova in volo su di un aeroplano assieme a Damon Dash e ad altre ragazze. Subito dopo l'aereo atterra e Memphis Bleek rappa la sua strofa mentre sta guidando un'automobile attorno alla pista d'atterraggio. Verso la fine del video, torna a rappare Jay-Z e stavolta all'esterno di una lussuosa villa con piscina, sempre in compagnia delle solite ragazze e di Damon Dash. Durante tutto il videoclip, in scene alternate si vedono brevi sequenze del film "La famiglia del professore matto".

## Tracce
LATO A:
1. Hey Papi (Radio Edit) (4:27)
2. Hey Papi (LP Version) (4:27)

LATO B:
1. Hey Papi (Instrumental) (4:27)
2. Hey Papi (Acapella) (4:05)

## Classifiche
| Classifica (2000)         | Posizione massima |
| ------------------------- | ----------------- |
| Stati Uniti               | 76                |
| Stati Uniti (R&B/hip-hop) | 16                |
| Stati Uniti (rap)         | 12                |